# Heinz Völkel
Heinz Völkel (* 31. Oktober 1912 in Leipzig; † 6. Januar 1976 ebenda) war ein deutscher Maler und Grafiker.

## Leben und Werk
Der Vater Völkels, Adalbert Völkel, war akademischer Maler. Völkel besuchte von 1918 bis 1928 in Leipzig die 10-klassige Volksschule, die er mit der Mittleren Reife abschloss. Danach machte er bis 1931 in Leipzig eine Lehre als Maurer, wozu der Besuch der Staatlichen Bauschule gehörte. Daneben besuchte er die Abendschule der Staatlichen Akademie für graphische Künste und Buchgewerbe (heute: Hochschule für Grafik und Buchkunst Leipzig) und die Marxistische Arbeiterschule, wo er Heinz Zöger kennenlernte. 1930 trat er dem Kommunistischen Jugendverband Deutschlands, der Internationalen Arbeiterhilfe, der Roten Hilfe und der Revolutionären Gewerkschafts-Opposition bei. Bei der Roten Hilfe lernte er Bruno Apitz kennen. In seiner Freizeit malte Völkel, und 1932 begann er mit einem Stipendium ein Studium an der Staatlichen Akademie für graphische Künste und Buchgewerbe und wurde er Mitglied der Assoziation revolutionärer bildender Künstler (ASSO). 1931 beteiligte er sich an einer Plakataktion der KPD. 1932 war er auf der letzten „Juryfreien Kunstausstellung“ vor der Machtübernahme durch die Nazis vertreten. Wegen seiner Mitgliedschaft in kommunistischen Organisationen wurde er 1933 der Akademie verwiesen. Er war dann arbeitslos und verdingte sich als Gelegenheitsarbeiter und als Statist am Leipziger Theater. Von 1935 bis 1937 war Völkel Volontär und dann angestellter Gebrauchsgrafiker in einem Leipziger Werbeatelier. Von 1937 bis 1940 war er in Leipzig freischaffend als Maler und Grafiker tätig und hielt sich mit werbegrafischen Arbeiten über Wasser. Er gehörte zu einem losen antifaschistischen Widerstandskreis, in dem er sich konspirativ u. a. mit Kurt Maßloff, Karl Krause (1900–1958), Hasso Grabner und Herbert Bochow traf. Als Heinz Zöger im Gefängnis war, kümmerte sich Völkel mit seinem Bruder Werner um ihn.
Von 1940 bis 1945 nahm Völkel als Soldat der Wehrmacht am Zweiten Weltkrieg teil. Nach der Rückkehr aus der Gefangenschaft ging er in Leipzig 1945 wieder zur KPD, dann zur SED. Ab 1948 war er mit Emil Koch (1902–1975), Gabriele Meyer-Dennewitz, Walter Münze, Oskar-Erich Stephan und Karl Wernicke (1896–1976) Mitglied der losen Künstlergruppe „Aktiv 48“, die im Auftrag der SED gebrauchsgrafische Arbeiten machte. In der Folgezeit übernahm er eine Anzahl kulturpolitischer Funktionen, u. a. ab 1959 als Mitglied der Bezirksleitung des Verbands Bildender Künstler der DDR und der Kommission, die im Bezirk Leipzig über die Vergabe staatlicher Aufträge für Künstler entschied.
Völkel betätigte sich als Maler, arbeitete aber vor allem als Gebrauchsgrafiker. Er entwarf u. a. zumeist politische Plakate, wobei er weitgehend an die Bildsprache der 1920er und 1930er Jahre anknüpfte. Für seine Plakate „als Beispiel neuer realistischer Gestaltung“ erhielt er 1950 den Nationalpreis. Für mehrere Buchverlage machte Völkel Illustrationen für eine bedeutende Anzahl von Büchern. Außerdem arbeitet er als Illustrator für Zeitungs- und Zeitschriftenverlage.
Von 1951 bis zur Beurlaubung aus gesundheitlichen Gründen 1956 hatte Völkel eine Dozentur für figürliches Zeichnen an der Hochschule für Grafik und Buchkunst Leipzig. Er gehörte der Leitung der SED-Gruppe an der Hochschule an.
Der schriftliche Nachlass Völkels befindet sich in der Sächsischen Landesbibliothek.
Heinz Völkel war in zweiter Ehe mit Irmgard geb. Lindekamm verheiratet und hatte mit ihr drei Kinder. Seine Tochter malte und illustrierte auch in ihren letzten Lebensjahren. Die Enkelkinder sind ebenfalls künstlerisch freiberuflich tätig.

## Werke (Auswahl)

### Malerei
- Jugendaktiv im RAW (1950, Öl/Tempera)[4]

### Buchillustrationen
- Franz Dathe: Franz Dathes Lehr- und Wanderjahre. Privatdruck, Leipzig, 1948

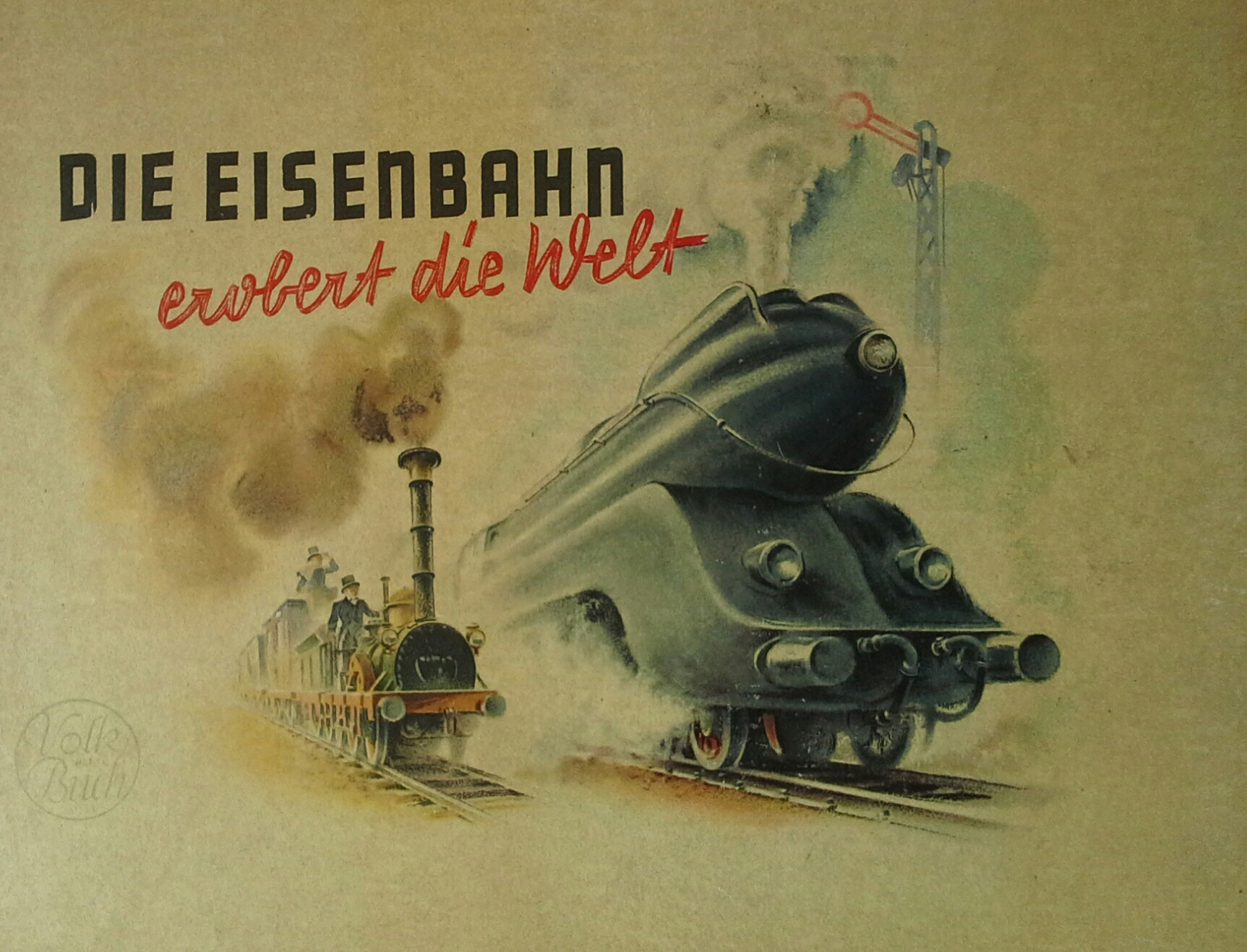
Von Heinz Völkel 1948 illustriertes Kinderbuch

- Von Heinz Völkel 1948 illustriertes KinderbuchHelmut Sperling: Die Eisenbahn erobert die Welt. Volk und Buch Verlag Leipzig, 1948
- Hans Bauer: Doch du siehst nur die im Licht. Eine Weltgeschichte der Entrechteten. Volk und Buch Verlag, Leipzig, 1950
- Kleiner Sprachführer für die Jugend. Bibliographisches Institut, Leipzig, 1951
- A. M. Uhlmann: Das schwarze Gold. Der Kinderbuchverlag Berlin, 1953
- Gebrüder Grimm: Der gestiefelte Kater. Der Kinderbuchverlag Berlin, 1955[5]
- Hans Christian Andersen,: Die Zwölf in der Postkutsche. Der Kinderbuchverlag Berlin, 1955
- Vilis Lācis: Verlorene Heimat. Verlag Kultur und Fortschritt, Berlin, 1955
- Anneliese Probst: Der steinerne Mühlmann. Der Kinderbuchverlag, Berlin, 1956
- Gebrüder Grimm: Schneeweisschen und Rosenrot. Berlin, Kinderbuchverlag, 1957.[5]
- Hans-Günther Krack: Steuermann aus Liebe. Verlag Kultur und Fortschritt, Berlin, 1957
- Egbert Richter: Drachen werfen lange Schatten. Prisma-Verlag, Leipzig, 1958
- Josef Revay: Der Panther vor den Toren. Prisma-Verlag Leipzig, 1958
- Horst Müller: Signale vom Mond. Domowina-Verlag, Bautzen 1961
- Josef Revay: Verrate den Panther nicht. Prisma-Verlag Leipzig, 1967
- Hasso Grabner: Anka und der große Bär. Verlag Neues Leben Berlin, 1969
- Lieselotte Sewart: Kleine Leute auf Fahrt. Abel & Müller Verlag, Leipzig, 1970
- Schön ist unsere Stadt, Verlag Abel & Müller Verlag, Leipzig, 1972
- Ralph Nitzsche: Dornen für Asklepios. Ein Vesal-Roman. Prisma-Verlag, Leipzig, 1970
- Rudolf Szamos: Kantor auf der Spur. Militärverlag, Berlin, 1974
- Erich Schönbeck: Tschingis Chan, Herrscher der Welt. Boje-Verl, Stuttgart, 1967 (Lizenzausgabe des Prisma-Verlags). ISBN 3-414-11040-7.

### Plakatentwürfe
- Landjugend. Die FDJ kämpft für Eure Rechte! (1947)[6]
- Freie Deutsche Jugend heißt: Gleichberechtigung aller Jugendlichen auf Bildungs- und Kulturstätten, Erholung, gleichen Lohn für gleiche Arbeitsleistung! (1946)[6]

## Beteiligung an Ausstellungen in der Sowjetischen Besatzungszone und in der DDR
- 1946: Grimma, Berufsschule (vom FDGB veranstaltete Weihnachts-Kunstausstellung)
- 1946: Leipzig, Heimatmuseum („Leipziger Kunstausstellung“)
- 1947: Leipzig, Museum der Bildenden Künste („Erste Leipziger Grafikschau“)
- 1948 und 1950: Leipzig, Museum der Bildenden Künste („Leipziger Kunstausstellung“)
- 1955 bis 1974: Leipzig, sieben Bezirkskunstausstellungen
- 1965: Leipzig, Museum der Bildenden Künste („500 Jahre Kunst in Leipzig“)

### Postum
- 1979: Leipzig, Museum der Bildenden Künste („50 Jahre ASSO in Leipzig“)

- 1979: Berlin, Ausstellungszentrum am Fernsehturm („Die Buchillustrationen in der DDR. 1949 – 1979“)
- 1984: Berlin, Altes Museum („Alltag und Epoche“)
- 1985: Berlin, Nationalgalerie („Auf gemeinsamen Wegen“)